# .hack//SIGN
《.hack//SIGN》（台譯：駭客時空）是2002年4月到9月在東京電視台系列播放的電視動畫，全26話，包含電視未播放的OVA則共有28話。
本作品是作為Project.hack中的一環而製作的作品，角色原案是由《新世紀福音戰士》聞名的貞本義行擔任，腳本則是由《機動警察》的伊藤和典擔任。

## 概要
故事發生在名為「The World」的線上遊戲的幻想世界。在遊戲世界中發生了原因不明的問題，無法登出的玩家司與不正常存在的貓型角色（瑪哈）的關係，造成維護正常遊戲的玩家自治團體「紅衣騎士團」的注意並將其視為危險人物而追蹤著。司在與遊戲內認識的朋友蜜蜜爾、大熊的協助下想找回登出的方法，之後探索「The World」之中的種種謎團並遭遇各式各樣的事件。

## 登場人物

### 主要人物
司（聲：齋賀光希）
本作的主角，遊戲內的角色職業為咒紋使。
因為不明原因無法登出遊戲，並在其身邊發生了一連串違反遊戲規則的事件，因此造成「紅衣騎士團」的追捕。
現實世界中為一名女高中生，姓名為莊司杏，登出遊戲後在現實世界與昴相見。
昴（聲：名塚佳織）
玩家自治團體「紅衣騎士團」的二個創始人之一並擔任團長，遊戲中的角色職業為重斧使。
現實世界中是個不良於行，坐在輪椅上的女子，姓名為御園真理子。
蜜蜜爾（聲：豐口惠）
主角在遊戲中的第一個朋友，遊戲中的角色職業為重劍士。
現實世界中是個女高中生，個性積極主動，執著不易放棄。
第一個主動接近司並視之為朋友的角色。
熊（聲：中田和宏）
主角的朋友，遊戲中的角色職業為劍士。
現實世界中是個47歲的男性小說家，筆名佐久間亮，頭腦清晰、講話有教養。
BT（聲：平松晶子）
大熊的朋友，遊戲中的角色職業為咒紋使。
現實世界中是個OL女性，個性擅長算計。
克利姆（聲：三木真一郎）
昴的朋友，外號「紅色閃電」，「紅衣騎士團」的二個創始之人一，但之後退團，遊戲中的角色職業為重槍士。
個性熱血，是個行動派。現實世界中是個經常出差的上班族，初登場時才剛從印尼出完公差回國。
銀漢（聲：千葉一伸）
玩家自治團體「紅衣騎士團」的成員，團長昴的副官，遊戲中的角色職業為劍士。
現實世界中是個23歲的錄影帶店店員，個性正直，有時不知變通。
曾在黃昏的腕輪傳說中客串登場。
楚良（聲：家中宏）
遊戲中的角色職業為雙劍士。
現實世界是個四年級小學生，姓名為三崎亮，頭腦很好，有時也會有幼稚的一面，事件中的「第一位未歸還者」，故事結束後，喪失了遊戲中的所有記憶。
是.hack//Roots以及.hack//G.U.系列的男主角。

### NPC、人工智慧
黄昏的守護者
瑪哈
遊戲中的異常貓型角色。
奧拉（聲：坂本真綾）

## 主題曲
片頭曲：「Obsession」
歌 - See-Saw / 作詞・作曲・編曲 - 梶浦由記
片尾曲：「優しい夜明け」
歌 - See-Saw / 作詞・作曲・編曲 - 梶浦由記
插入曲: 「the world」
歌 - See-Saw / 作詞・作曲・編曲 - 梶浦由記
插入曲: 「key of the twilight」
歌 - See-Saw / 作詞・作曲・編曲 - 梶浦由記
插入曲: 「fake wings」
歌 - See-Saw / 作詞・作曲・編曲 - 梶浦由記
插入曲: 「aura」
歌 - See-Saw / 作詞・作曲・編曲 - 梶浦由記
插入曲: 「a stray child」
歌 - See-Saw / 作詞・作曲・編曲 - 梶浦由記
插入曲: 「open your heart」
歌 - See-Saw / 作詞・作曲・編曲 - 梶浦由記
插入曲: 「to nowhere」
歌 - See-Saw / 作詞・作曲・編曲 - 梶浦由記
插入曲: 「in the land of twilight, under the moon」
歌 - See-Saw / 作詞・作曲・編曲 - 梶浦由記
插入曲: 「das wanderm」
歌 - See-Saw / 作詞・作曲・編曲 - 梶浦由記

## 各話標題
15話是總集篇、第27話是電視未播放的番外篇。第28話則是後日談。
| 話數 | 標題                        | 脚本                | 作畫              | 演出              | 作畫監督              |
| ---- | --------------------------- | ------------------- | ----------------- | ----------------- | --------------------- |
| 1    | Role Play（ロールプレイ）   | 伊藤和典            | 真下耕一          | 澤井幸次          | 大澤聰                |
| 2    | Guardian（ガーディアン）    | 伊藤和典            | 守岡博            | 守岡博            | 番由紀子              |
| 3    | Folklore（伝承）            | 伊藤和典            | 川面真也          | 川面真也          | 門智昭                |
| 4    | Wanted（指名手配）          | 伊藤和典            | 有江勇樹          | 有江勇樹          | 岩岡優子              |
| 5    | Captured（虜囚）            | 伊藤和典 面出明美   | 澤井幸次          | 澤井幸次          | 岡辰也                |
| 6    | Encounter（エンカウント）   | 伊藤和典            | 守岡博            | 守岡博            | 番由紀子              |
| 7    | Reason（理由）              | 伊藤和典 横手美智子 | 多田俊介          | 高木茂樹          | 門智昭                |
| 8    | Promise（約束）             | 伊藤和典            | 川面真也          | 川面真也          | 大澤聰                |
| 9    | Epitaph（エピタフ）         | 伊藤和典            | 有江勇樹          | 有江勇樹          | 岩岡優子              |
| 10   | Compensation（代償行為）    | 伊藤和典 横手美智子 | 守岡博            | 守岡博            | 岡辰也                |
| 11   | Party（パーティー）         | 森木林 真下耕一     | 多田俊介          | 有江勇樹          | 番由紀子              |
| 12   | Entanglement（錯綜）        | 伊藤和典 横手美智子 | 澤井幸次          | 澤井幸次          | 門智昭                |
| 13   | Twilight Eye（黄昏の眼）    | 伊藤和典            | 川面真也          | 川面真也          | 岩岡優子              |
| 14   | Castle（逆城都市）          | 伊藤和典            | 守岡博            | 守岡博            | 岡辰也                |
| 15   | Evidence（証）              | -                   | -                 | -                 | -                     |
| 16   | Depth（深淵）               | 伊藤和典            | 多田俊介          | 川面真也          | 大澤聰                |
| 17   | Conflict（コンフリクト）    | 伊藤和典 横手美智子 | 有江勇樹          | 有江勇樹          | 番由紀子              |
| 18   | Declaration（宣言）         | 沢村光彦            | 澤井幸次          | 澤井幸次          | 門智昭                |
| 19   | Recollection（追憶）        | 伊藤和典 横手美智子 | 守岡博            | 守岡博            | 岡辰也                |
| 20   | Tempest（嵐）               | 伊藤和典            | 多田俊介          | 川面真也          | 大澤聰                |
| 21   | Despair（絶望）             | 沢村光彦            | 多田俊介          | 有江勇樹          | 門智昭 つばたよしあき |
| 22   | Phantom（幽霊）             | 沢村光彦            | 有江勇樹 川面真也 | 有江勇樹 川面真也 | 番由紀子              |
| 23   | The Eve（前夜）             | 伊藤和典 横手美智子 | 守岡博            | 守岡博            | 岡辰也                |
| 24   | Net Slum（ネットスラム）    | 伊藤和典            | 澤井幸次          | 澤井幸次          | 岩岡優子              |
| 25   | Catastrophe（カタストロフ） | 伊藤和典            | 守岡博            | 守岡博            | 門智昭                |
| 26   | Return（帰還）              | 伊藤和典            | 有江勇樹 川面真也 | 有江勇樹 川面真也 | 大澤聰                |
| 27   | Intermezzo（間奏曲）        | じんのひろあき      | 守岡博            | 守岡博            | 岡辰也                |
| 28   | Unison（ユニゾン）          | 沢村光彦            | 守岡博            | 有江勇樹          | 大澤聰                |

## 外部連結
- （日語） .hack （页面存档备份，存于）